# Mantra III
Pour les articles homonymes, voir Mantra (homonymie).
Albums de Spiritual Beggars
Another Way to Shine
(1996) Ad Astra
(2000)
Singles
1. Violet Karma
Sortie : 1998

Mantra III est le troisième album du groupe de stoner metal/heavy metal suédois Spiritual Beggars. Il est sorti en 1998 sur le label Music for Nations et a été produit par Fredrik Nordstrom.
Cet album a été enregistré à Gotheborg dans les studios Fredman en juillet 1997. Les parties de mellotron ont été enregistrées au Studio Helikpoter, également à Gotheborg. Per Wiberg (ex - Death Organ), qui assure tous les claviers sur cet album, rejoindra définitivement le groupe peu de temps après la sortie de l'album.
Un single en vinyle 10" contenant les titres Euphoria (alternate mix), Mushroom Tea Girl (10 minute mad jam version) et l'inédit If You should Leave sortira peu après l'album.

## Liste des titres
- Toutes les musiques sont signées par le groupe et les paroles par "Spice".

1. Homage to the Betrayed - 3:02
2. Monster Astronauts - 3:41
3. Euphoria - 5:57
4. Broken Morning - 2:26
5. Lack of Prozac - 5:33
6. Superbossanova - 1:41
7. Bad Karma - 4:03
8. Send Me a Smile - 6:23
9. Cosmic Romance - 2:54
10. Inside Charmer - 4:38
11. Sad Queen Boogie - 4:53
12. Mushroom Tea Girl - 8:24

Titres bonus de la réédition 2015
1. The Band Is Playing - 5:32
2. Red Wood Blues - 4:16
3. Euphoria (Alternate mix) - 5:55

## Musiciens
Spiritual Beggars
- Michael Amott: guitares
- Christian "Spice" Sjöstrand: chant, basse
- Ludwig Witt: batterie, percussions

Musiciens additionnels
- Per Wiberg: orgue, mellotron, Fender Rhodes, clavinet
- Stefan Isebring: percussions